# Омар Сулейман
Ома́р Сулейма́н (араб. عمر سليمان‎; нар. 2 липня 1936, Кена) — єгипетський політик та військовий, якого було призначено віцепрезидентом Єгипту 29 січня 2011 року та звільнено 11 лютого 2011 року. Провідна фігура в системі розвідки Єгипту з 1986 року

## Життєпис
1954 року почав навчання в Єгипетській військовій академії, після закінчення якої пройшов вишкіл у Військовій академії імені Фрунзе в Москві. Також вивчав політичні науки в Каїрському університеті та університеті Айн-Шамс в Каїрі.
Брав участь у війні в Ємені 1962 року, а також у війнах з Ізраїлем 1967 року («шестиденна війна») та 1973 року («війна Судного дня»). 1993 року очолив Головне управління розвідки Єгипту. 29 січня 2011 року під час масових протестів у Єгипті президент Хосні Мубарак призначив його на посаду віцепрезидента Єгипту. Ця посада була вакантною з 1981 року, коли її звільнив сам Мубарак.
Саме Сулейман ввечері 11 лютого 2011 року у телезверненні до народу оголосив про відставку Хосні Мубарака з посади президента Єгипту.